# AS 332 (航空機)
AS 332 シュペルピューマ
海上保安庁のAS 332「うみたか」
- 用途：輸送, 消防・防災
- 分類：大型汎用ヘリコプター
- 製造者：アエロスパシアル（現エアバス・ヘリコプターズ）
- 運用者：#採用国を参照
- 初飛行：1978年9月13日
- 運用状況：現役
- ユニットコスト：1,550万USドル（2006年）

AS 332は、フランス・アエロスパシアル社製のヘリコプターである。民間用と軍用の双方の市場を目標にした大型ヘリコプターで、ヨーロッパを中心に世界各国で運用されている。SA 330 ピューマを元にSA 332の名称で開発され、1978年9月13日に初飛行した。愛称はシュペルピューマ（Super Puma、英語読みでスーパーピューマまたはスーパープーマ）軍用型はAS 532 クーガー（Couger）と呼ばれる（1990年以降）。
アエロスパシアル社のヘリコプター製造部門は1992年にドイツ・ダイムラーベンツ・アエロスペース社と合併し、ユーロコプター（現エアバス・ヘリコプターズ）社となり、同社によって引き続き製造されている。ユーロコプター社がエアバス・ヘリコプターズ社に改編されてからは、H215に改称された。

## 概要
SA 330からの大きな変更点は、機首に気象レーダーが追加された点である。また、ローターはガラス繊維製になり軽量化と効率向上が図られている。乗客18名および操縦士2名という構成が一般的だが、胴体を延長した派生形もあり、最大では24名となる。エンジンは当初チュルボメカ マキラ1Aを搭載したが、1986年から改良型のマキラ1A1に変更され、AS 332L2ではより強力なマキラ1A2を搭載した。
この機体はかなりの成功を収め、37ヶ国の軍隊と1,000を超える民間航空会社により採用された。初期には、特に北海油田への人員や機材の輸送用途に重宝された。AS 332をもっとも多数採用している民間航空会社はCHCヘリコプター社であり、AS 332L1とL2を合わせて48機を運用している。日本の海上保安庁など公的機関にも多数採用されており、多様な任務活動に貢献している機種である。
EC 225は、AS 332の改良型で2000年に初飛行、2004年に欧州航空安全庁から型式証明を取得した。エンジンはマキラ2Aターボシャフトエンジンにアップグレードされ、振動低減、FADEC化、防氷装置、ギアボックスの強化に加えコックピットはグラスコックピット化されアクティブマトリックス型液晶ディスプレイを装備している。
民間用派生形とは別に、救難（SAR）や対潜（ASW）任務などを目的とした軍用派生型も開発された。これら軍用型の型式は1990年以降AS 532に変更され、クーガーの愛称で呼ばれるようになった。

### 派生型

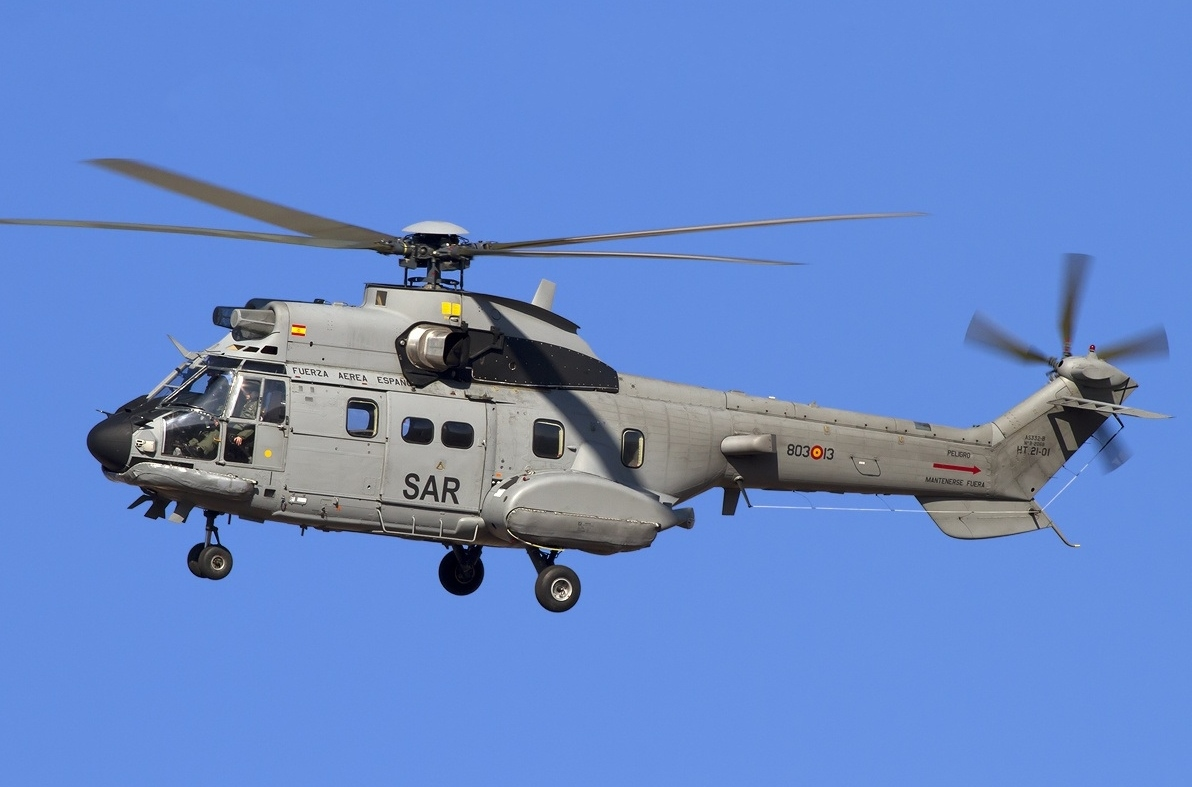
AS 332B1
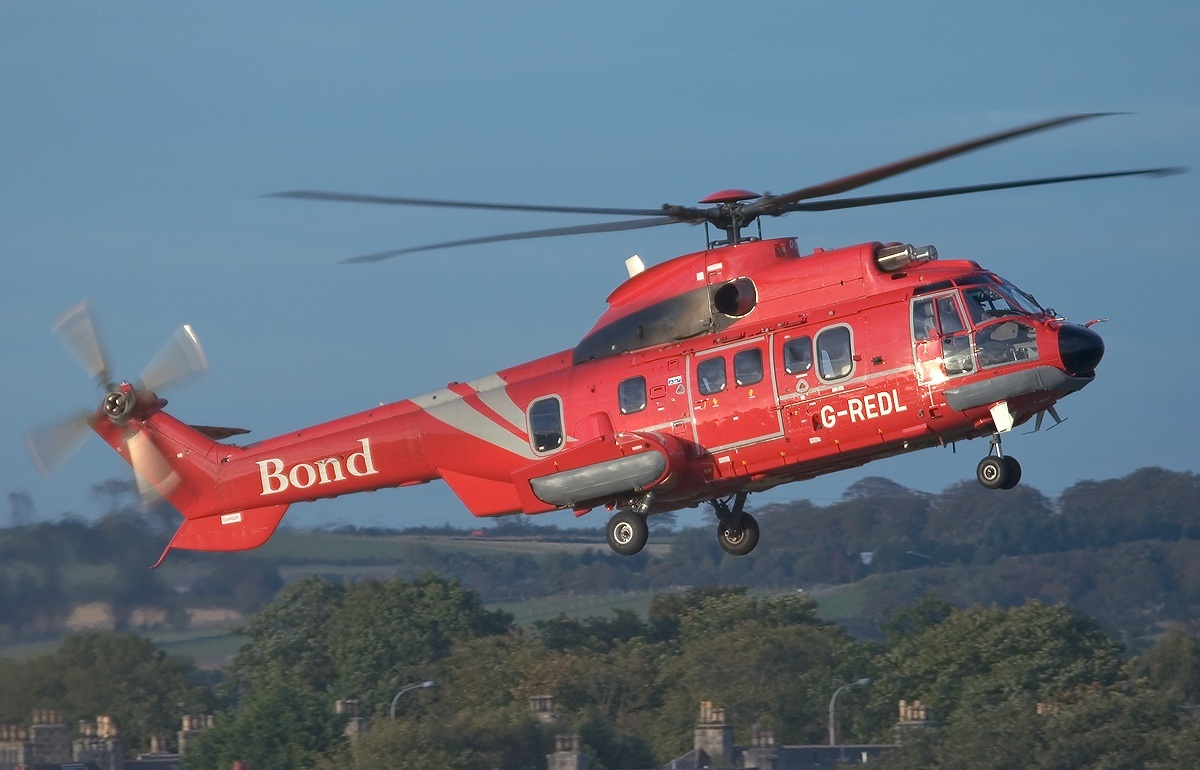
AS 332L2
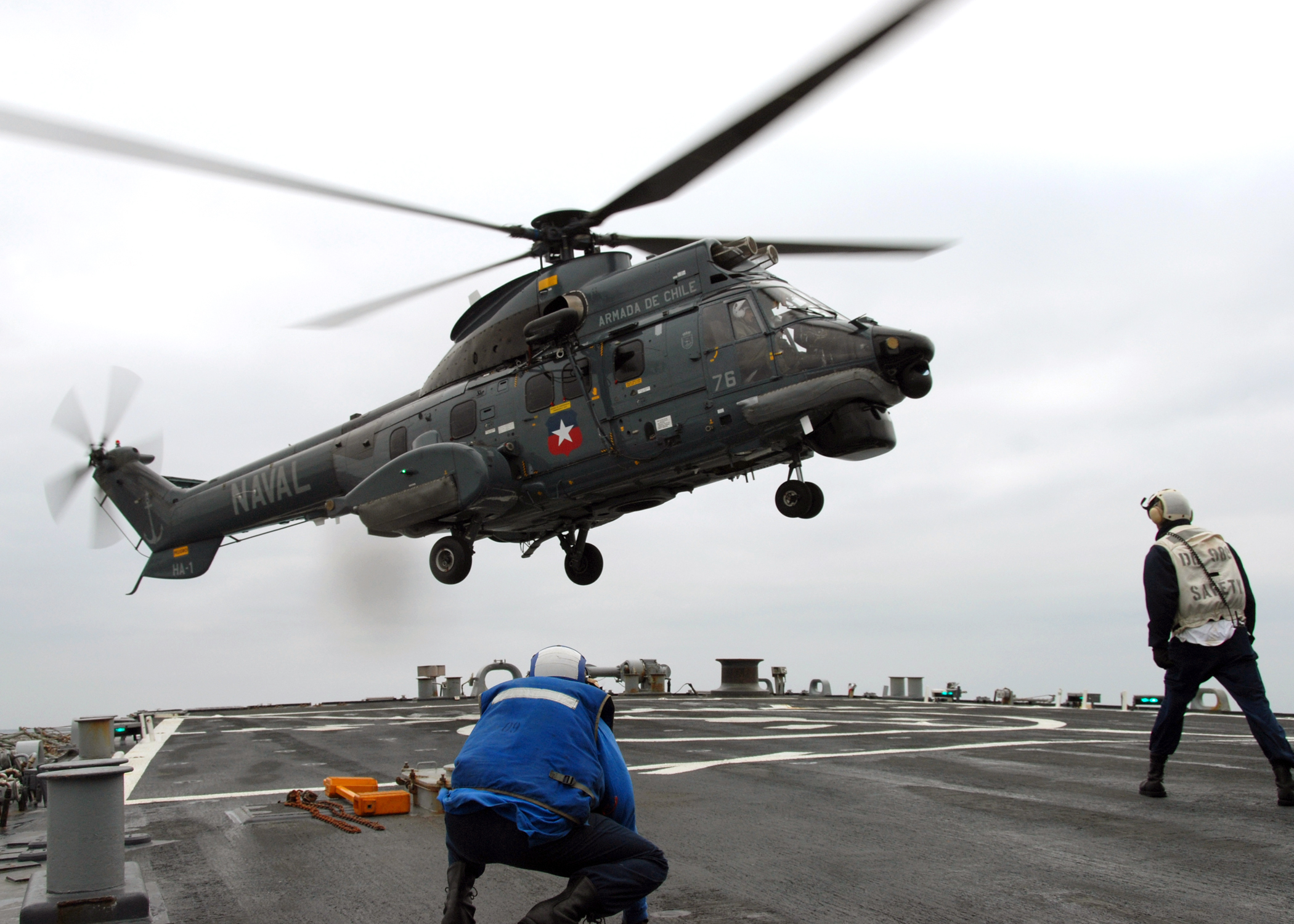
AS 532SC

民間用派生型
AS 332C/C1
基本型。マキラ1A1エンジン搭載モデルには「1」が付く（他のモデルも同様）。
AS 332L/L1
胴体延長型。
AS 332L2 シュペルピューマMk II
さらなる胴体延長とエンジン強化を施した改良型。それに伴いメインローターの直径が拡大され、計器類も近代化された。
EC 225 シュペルピューマMk II+
AS 332L2の発展型。詳細は項目を参照。
軍用派生型（形式変更前）
AS 332B/B1
AS 332C/C1の軍用型。
AS 332M/M1/M2
AS 332L/L1/L2の軍用型。
AS 332F/F1
AS 332C/C1をベースにした対艦・対潜型。エグゾセ対艦ミサイルを搭載可能。
軍用派生型（形式変更後）
AS 532UC
旧AS 332B1。武装型はAS 532ACと呼ばれる。
AS 532UL
旧AS 332M1。武装型はAS 532ALと呼ばれる。
AS 532U2
旧AS 332M2。武装型はAS 532A2と呼ばれる。
AS 532SC
旧AS 332F1。
EC 725 カラカル
EC 225の軍用型。詳細は項目を参照。
- AS 332B1
- AS 332L2
- AS 532SC

### 現行製造機種
現在も製造されている機種には、グラスコックピット化などのアップグレードが施されている。
- 民間用派生型

AS 332L1
- 軍用派生型

AS 532AL

## 採用国

### 民間
オーストラリア
 アゼルバイジャン
 ブラジル
 カナダ
 中国
 イギリス
 ドイツ
 フィンランド
 ノルウェー
 香港
 アイスランド
 韓国
 モロッコ
 マレーシア

### 軍用
アルバニア
- アルバニア空軍

 アラブ首長国連邦
- アラブ首長国連邦空軍
- アラブ首長国連邦海軍

 アルゼンチン
- アルゼンチン陸軍（332B）

 ブルガリア
- ブルガリア空軍

 ブラジル
- ブラジル空軍
- ブラジル陸軍
- ブラジル海軍

 ボリビア
- ボリビア空軍（332M）

 チリ
- チリ陸軍（332M）
- チリ海軍（532SC）

 スイス
- スイス空軍（332M, 532UL）

 中国
- 中国人民解放軍空軍

 コンゴ民主共和国
- コンゴ民主共和国空軍

 エクアドル
- エクアドル陸軍[注釈 1]

 スペイン
- スペイン空軍（332B/M）
- スペイン陸軍（332B, 532UL）

 フランス
- フランス航空宇宙軍[注釈 2]

 ガボン
- ガボン空軍[注釈 3]

 ドイツ
- ドイツ空軍

 ギリシャ
- ギリシャ空軍（332C1）[注釈 4]

 アイスランド
- アイスランド沿岸警備隊（532U2）

 インドネシア
- インドネシア空軍
- インドネシア海軍

 ヨルダン
- ヨルダン空軍

 韓国
- 大韓民国空軍

 クウェート
- クウェート空軍（332M, 532SC）

 モロッコ
- モロッコ空軍

 メキシコ
- メキシコ空軍

 マラウイ
- マラウイ空軍[注釈 5]

 オランダ
- オランダ空軍

 ネパール
- ネパール陸軍

 ナイジェリア
- ナイジェリア空軍（332B）

 オマーン
- オマーン空軍

 パナマ
- パナマ国家保安隊（332L）

 カタール
- カタール空軍

 サウジアラビア
- サウジアラビア海軍（532SC/UC）

 シンガポール
- シンガポール空軍[注釈 6]

 スロベニア
- スロベニア空軍

 スウェーデン
- スウェーデン空軍

 タンザニア
- タンザニア空軍[注釈 7]

 トーゴ
- トーゴ空軍

 タイ
- タイ王国空軍

 トルコ
- トルコ空軍
- トルコ陸軍

 ベネズエラ
- ベネズエラ空軍（332B）

 ベトナム
- ベトナム空軍（332L）

 ジンバブエ
- ジンバブエ空軍

 中華民国
- 中華民国空軍

### 日本
日本

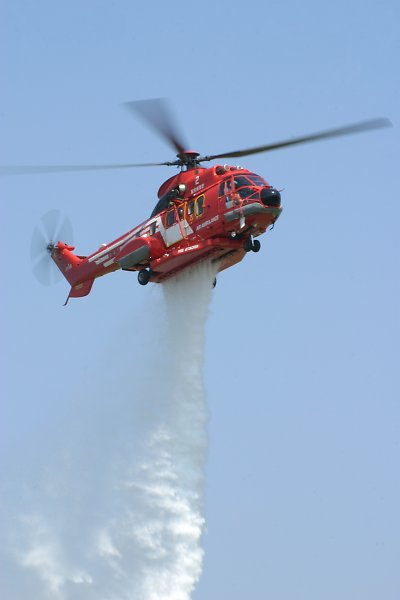
東京消防庁のAS 332

- 陸上自衛隊(JG-0001、JG-0002、JG-0003)元(JA9629、JA9630、JA9631)

1986年1月に要人輸送専用機として、総理府（現：内閣府）がAS 332Lを3機導入した。日本の貿易黒字解消のためにアメリカボーイング社から政府専用機を購入することになった際に、同じく貿易黒字であったヨーロッパ諸国にも配慮するために、同時に本機を購入することになったと言われている。機体は、当初から要人輸送に特化されており、胴体前方左側に空調用のポッドを装着する。乗客定員12名。愛称は、「はと」「ひばり」「かもめ」。初の欧州製ヘリということもあり、当初はアメリカ製ヘリとの構造の違いからトラブルが絶えなかった。同年5月の東京サミット輸送機として使用された。同年12月に陸上自衛隊に移管。第1ヘリコプター団特別輸送飛行隊が運用。2005年に老朽化で退役。後継として改良型のEC 225LPが導入された。
- 海上保安庁(JA6685、JA6686、JA6805、JA6806)

1991年、巡視船「しきしま」搭載用としてAS 332L1を2機導入。1997年、防災対応輸送力強化として羽田航空基地にAS 332L1を2機導入。2008年、工作船事案の教訓から特殊警備隊輸送用として関西国際空港海上保安航空基地にEC 225を2機導入。2011年東日本大震災に伴う津波により、巡視船しきしま搭載機のうち1機(JA6685)が仙台空港内にあるジャムコ機体整備工場の格納庫において被災し、登録抹消。代替機としてEC 225LP型を導入。
- 国土交通省(JA6800)

東北地方整備局が災害対策用ヘリコプターとしてAS 332L2を1機導入。
- 警視庁(JA9678)

警視庁航空隊がAS 332L1を1機導入。
- 千葉県警察本部(JA9680)

千葉県警察航空隊がAS 332L1を1機導入。2011年東日本大震災に伴う津波により仙台空港にて被災し、登録抹消。
- 大阪府警察本部(JA9679)

大阪府警察航空隊がAS 332L1を1機導入。
- 東京消防庁(JA9676、JA6720、JA119B)

東京消防庁航空隊がAS 332L1を3機導入。
- 新日本ヘリコプター(JA6741、JA6720)

AS 332L1を2機導入。
JA6741は平成27年3月6日に三重県大和谷にて電線に接触して墜落して登録抹消
- 東邦航空(JA9672)

AS 332Lを1機導入。平成29年11月8日、群馬県多野郡上野村大字乙母付近にて墜落、炎上した。
- 中日本航空(JA9660、JA6717、JA9965)

AS 332Lを3機導入。
- 東北エアサービス(JA6777)

東北電力がAS 332L1を1機導入。
- 朝日航洋

この他にも採用例あり。

## 性能・主要諸元(AS 332L1)
括弧内は陸上自衛隊の要人輸送機AS 332Lのもの。
- 乗員：1名または2名
- 乗客：19名（コンフォート時）・24名（最大）・（12名）
- 機外吊り下げ能力：4,500kg
- 全長：18.70m
- 主回転翼直径：15.6m
- 高さ：4.6m（4.92m）
- 円盤面積：191m2
- 自重：4.46t
- 最大離陸重量：8,600kg
- 最大運用重量：9,350kg（吊り下げ空輸時）
- 発動機：チュルボメカ マキラ1A1（1,877馬力） 2基
- 超過禁止速度：278km/h=M0.23
- 巡航速度：262km/h=M0.21（約260km/h）
- 航続距離：979km（990km）
- 実用上昇高度：7,200m（2,890m）
- 上昇率：492m/min

## 登場作品

### 映画・テレビドラマ
『Dr.DMAT』
第11話に東京消防庁所属機「JA119B ひばり」が登場。主人公ら東京DMAT隊員たちを、巨大地震により発生した土砂崩れによって3つの集落が呑み込まれた奥多摩の現場まで輸送する。
『海猿シリーズ』
『海猿 UMIZARU EVOLUTION』
第3話に海上保安庁所属機が登場。葉山沖でノルウェー船が座礁する海難事故が発生したことを受け、現場海域に急行する。
『BRAVE HEARTS 海猿』
海上保安庁所属機「JA6805 わかわし1号」が登場。主人公ら特殊救難隊員たちを乗せて、ボーイング747-400が海上着水した東京湾へ急行し、搭乗していた乗客・乗員たちの救助活動にあたる。
『日本沈没』（2006年版）
東京消防庁所属機「ひばり」が登場。冒頭にて、巨大地震の被害を受けた沼津市にヒロインのハイパーレスキュー隊員を乗せて飛来し、街中を1人で彷徨っていた少女を迫り来る爆発から救うため、ヒロインを吊り下げつつ低空飛行して少女を救助する。

### アニメ
『ゴジラ S.P ＜シンギュラポイント＞』
海上保安庁所属機が登場。
『名探偵コナン 水平線上の陰謀』
海上保安庁所属機が登場。終盤にて、沈没しかける豪華客船の上空に特殊救難隊を乗せて飛来し、豪華客船に取り残された江戸川コナンたちの救助活動にあたる。

### 小説
『感染捜査』
吉川英梨の小説。海上保安庁巡視船「しきしま」搭載機の「うみたか」が登場。人をゾンビ化するウイルスを殲滅するため、感染者を乗せた豪華客船クイーン・マム号を撃沈する際、同船に残された生存者らの脱出に使用される。
『日本国召喚』
海上保安庁巡視船「しきしま」搭載機の「MH686 うみたか1号」が登場。「しきしま」の対水上レーダーが捉えた船影を調査すべく派遣され、海賊に襲われている商船らしき帆船を発見する。
『ウミドリ　空の海上保安官』
梶永正史の小説。海上保安庁のヘリコプターパイロットが主人公で、クライマックスでは巡視船「あきつしま」搭載機の「あきたか」を操縦し、テロ事件に対処している。

### ゲーム
『Wargame Red Dragon』
NATO陣営で使用可能なヘリコプターとしてAS 332Fが登場。
『バイオハザード3 LAST ESCAPE』
UBCS所属の輸送ヘリコプターとして登場。